# Apasra Hongsakula
Apasra Hongsakula (อาภัสรา หงสกุล) (Bangkok, 16 gennaio 1947) è una modella thailandese, incoronata Miss Universo 1965.

## Biografia
Nata e cresciuta a Bangkok, è stata la prima Miss Thailandia a vincere anche il titolo di Miss Universo, consegnatole il 28 luglio 1965 a Miami.
Dopo il proprio anno di regno, Apasra Hongsakula è tornata a Miss Universo nelle vesti di giurata nel 1973 e nel 1979 ed ha fondato la stazioni termali Apasra Beauty Slimming Spa.